# 韓崎 (潜水母艦)
| 韓崎                   |                                                    |
| 艦歴                   |                                                    |
| 起工                   |                                                    |
| 進水                   | 1896年                                             |
| 就役                   | 1897年 1904年2月6日拿捕 1905年8月1日潜水母艦に就役 |
| 除籍                   | 1939年4月1日                                       |
| その後                 | 1947年11月25日呉市へ引き渡し                       |
| 性能諸元（改装完了時） |                                                    |
| 排水量                 | 基準：9,570トン 常備：10,500トン                   |
| 全長                   | 垂線間長：127.7m                                   |
| 全幅                   | 15.2m                                              |
| 吃水                   | 4.85m                                              |
| 機関                   | 円缶4基 レシプロ機関2基 2軸、2,300馬力             |
| 速力                   | 12.6ノット                                         |
| 航続距離               |                                                    |
| 燃料                   | 石炭900トン                                        |
| 乗員                   | 249名                                              |
| 兵装                   | 40口径安式8cm砲1門 山内4.7cm砲4門                  |

韓崎（からさき）は、日本海軍初の潜水母艦。艦名は対馬北端の地名から名付けられた。

## 概要
元はロシア帝国の義勇艦隊所属船エカテリノスラフ（ロシア語:Екатеринослав）号である。名称は、現在はドニプロペトロウシクと呼ばれるドニエプル川沿いの都市に因んだものであった。オデッサ（ウクライナ）からウラジオストクまで航行し、その帰路で日露間の国交断絶によりとなり拿捕された（名目上の日露戦争開始）。日露戦争で捕獲された艦艇にはその艦になじみのある艦名が名付けられた。本艦は対馬の北方、釜山沖で拿捕されたため、対馬北端の地の名前が付けられた。
本艦は英国の造船所の建造で拿捕当時まだ船齢8年と若く、遠洋航海にも問題のない船であった。さらに艦内に多数の人員を収容できるのでその後に潜水母艦として活用されたものと思われる。
拿捕翌年、1905年（明治38年）の工事により日本海軍初の潜水母艦となる。翌年正式に日本海軍へ編入されたが、書類上の類別は元から存在する水雷母艦となった。その後二等海防艦になり水雷母艦へ戻ったが、一貫して潜水母艦の任務に従事していた。1924年（大正13年）以降は老朽化のため呉港に係留され海軍潜水学校練習艦として使用、同年に潜水母艦の類別が新設され類別が潜水母艦へ変更された。
1939年（昭和14年）に除籍されたが、船体は第二次世界大戦後の終戦後も倉橋島に残されており、1947年11月25日ポンツーンとして呉市へ引き渡された。

## 艦歴
- 1896年（明治29年）、英国ホーソンレスリー社で進水、後にロシア義勇艦隊貨物船エカテリノスラフとなる。
- 1904年（明治37年）2月6日、日露間の国交断絶。当日釜山沖で日本海軍巡洋艦済遠に拿捕される。
  - 4月17日[4]、「韓崎丸」と命名（部内呼称）。
  - 4月から10月まで、陸軍で使用される。その後は海軍運送船として使用。
- 1905年（明治38年）1月、横須賀工廠で潜水母艦への改装に着手、4月末完成。
  - 5月30日、拿捕への抗議が棄却される。
  - 7月4日、正式に「韓崎丸」と命名。
  - 8月1日、第1潜水艇隊の母艦となる。
- 1906年（明治39年）3月8日、日本海軍籍に編入、水雷母艦に類別され軍艦「韓崎」と命名。
- 1912年（大正元年）8月、水雷母艦の類別が廃止されたため二等海防艦に類別変更される。
- 1920年（大正 9年）4月、水雷母艦に類別変更。
- 1924年（大正13年）以降は海軍潜水学校練習艦として、呉港に係留される。
  - 12月1日、潜水母艦に類別変更。
- 1934年（昭和 9年）11月15日、予備艦となる。
- 1939年（昭和14年）4月1日、除籍。
- 1940年（昭和15年）4月1日、名称を廃艦第9号とする。
  - 9月、工員の宿泊施設として活用する案が出たが中止。
- 1947年11月17日、ポンツーンとして呉市への引渡しが許可される[2]。
  - 11月25日、呉市へ引き渡し[3]。

## 艦長
※『日本海軍史』第9巻・第10巻の「将官履歴」及び『官報』に基づく。階級は就任時のもの。
韓崎丸
- 石井義太郎 大佐：1905年4月17日 - 12月12日
- 川合昌吾 大佐：1905年12月12日 - 1906年3月8日

韓崎
- 川合昌吾 大佐：1906年3月8日 - 8月30日
- 小栗孝三郎 中佐：1906年8月30日 - 1907年7月1日
- 中野直枝 中佐：1907年7月1日 - 1908年12月10日
- 水町元 中佐：1908年12月10日 - 1909年2月20日
- （兼）西垣富太 大佐：1909年2月20日 - 1909年4月1日
- （兼）井出謙治 大佐：1909年4月1日 - 4月17日
- 松岡修蔵 大佐：1912年7月5日 - 9月27日
- 岡野富士松 大佐：1912年9月27日 - 1913年12月1日
- 関重孝 大佐：1913年12月1日 - 1914年12月1日
- 東条明次 大佐：不詳 - 1916年11月6日
- 今泉哲太郎 中佐：1916年11月6日 - 12月1日
- 今泉哲太郎 大佐：不詳 - 1918年11月10日[5]
- 福田一郎 大佐：1918年11月10日[5] - 1919年2月15日[6]
- 石井祥吉 大佐：1919年2月15日[6] - 1919年7月10日[7]
- （兼）福田一郎 大佐：1919年7月10日 - 1920年11月20日
- 原道太 中佐：1920年11月20日 - 1921年12月1日[8]
- 鈴木辰雄 大佐：1921年12月1日[8] - 1922年11月20日[9]
- 栗原祐治 中佐：1922年11月20日[9] - 1923年6月1日[10]
- 松下薫 中佐：1923年6月1日 - 1923年10月15日
- 鈴木秀次 中佐：1923年10月15日[11] - 1924年7月21日[12]
- 水野熊雄 中佐：1924年7月21日[12] - 12月1日[13]
- 相良達夫 中佐：1924年12月1日 - 1925年4月20日
- 黒羽根秀雄 中佐：1925年4月20日[14] - 1925年10月20日[15]
- 山下兼満 中佐：1925年10月20日 - 1926年12月1日
- 蔵田直 大佐：1926年12月1日 - 1927年4月20日
- 林義寛 大佐：1927年4月20日[16] - 12月1日[17]
- 平田昇 大佐：1927年12月1日 - 1928年12月10日
- 渋谷荘司 大佐：1928年12月10日[18] - 1929年11月20日[19]
- 高橋真十郎 大佐：1929年11月20日[19] - 1931年12月1日[20]
- 大和田芳之介 大佐：1931年12月1日 - 1932年12月1日
- 樋口修一郎 大佐：1932年12月1日 - 1933年10月20日
- 堀江吉正 中佐：1933年10月20日[21] - 1934年11月1日[22]
- 香宗我部譲 大佐：1934年11月1日[22] - 1935年5月25日[23]
- 青木節二 大佐：1935年5月25日[23] - 11月15日[24]
- 橋本愛次 大佐：1935年11月15日[24] - 1936年12月1日[25]
- （兼）高塚省吾 大佐：1936年12月1日 - 1937年12月1日

## 要目
改装完成時（1905年）の要目は上の性能諸元表を参考のこと。1919年（大正8年）ころ主缶を宮原式缶4基と交換、1926年（大正15年）ころ5cm砲2門を撤去し8cm高角砲1門を装備した。除籍直前の1937年（昭和12年）ころの常備排水量は6,269トンで、この頃までに艦内の多くの設備が撤去されていた模様である。